# Mänskliga Rättighetsdagarna

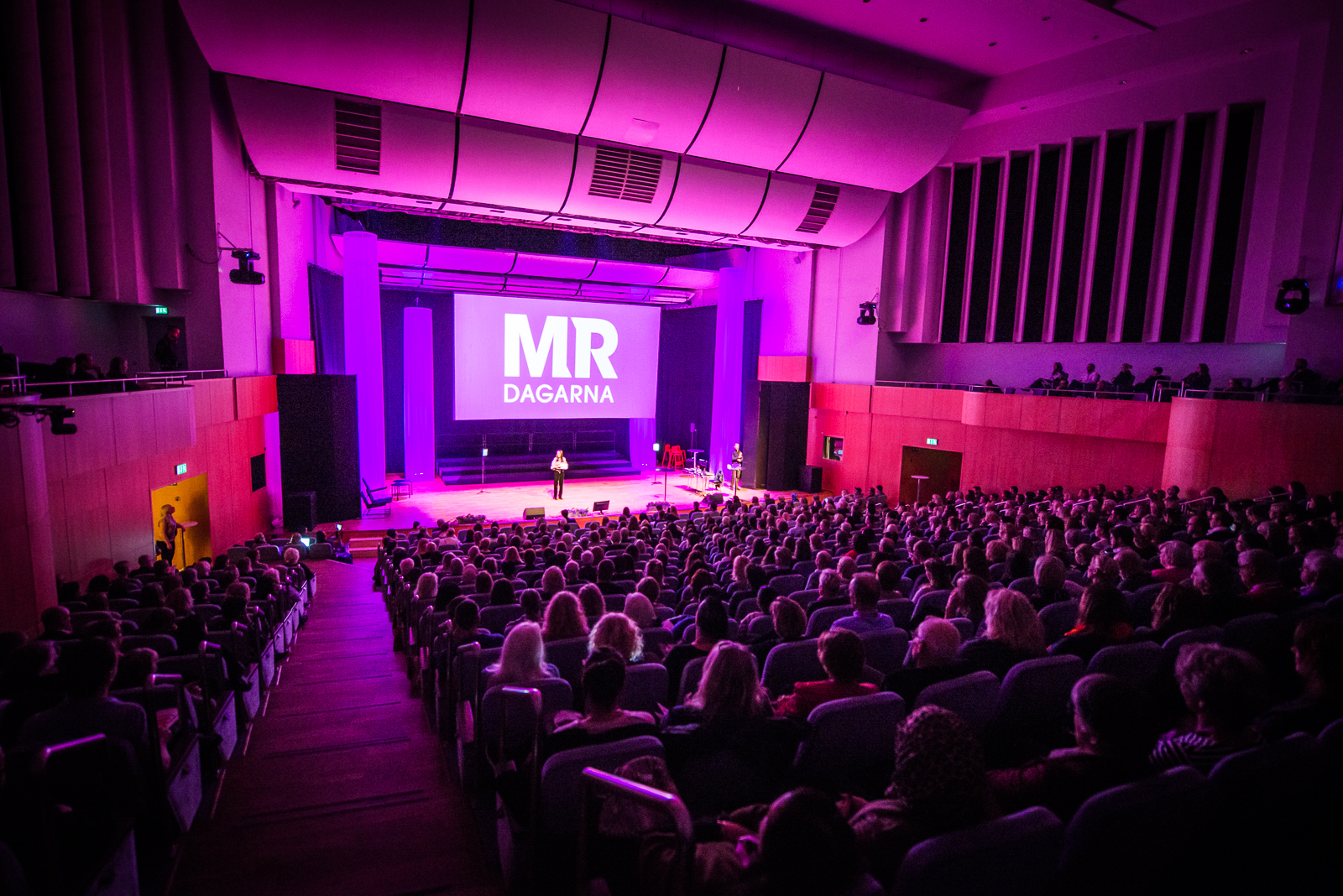
Mänskliga Rättighetsdagarna 2017

Mänskliga Rättighetsdagarna (MR-dagarna) är Nordens största forum för praktiker, forskare, myndigheter, politiker och ideellt engagerade som arbetar med, eller vill lära sig mer om mänskliga rättigheter. Arrangemanget samlar årligen runt 3 000 – 5 000 besökare. Syftet med MR-dagarna är att öka kunskapen om mänskliga rättigheter och att lyfta dem högre upp på den politiska dagordningen. Konferensen äger årligen rum i olika städer och lyfter olika teman med anknytning till mänskliga rättigheter, för att bidra till utvecklingen av mänskliga rättigheter i Sverige och internationellt. Konferensen är partipolitiskt och religiöst obunden och drivs utan vinstintresse, det är ett samarbetsprojekt där Föreningen Ordfront är ekonomisk och juridisk huvudman.

## Historia
MR-dagarna har genomförts sedan år 2000 och initiativet att arrangera Mänskliga Rättighetsdagarna togs som en följd av Förenta Nationernas Wienkonferens 1993, som slog fast att staterna har ansvar för människors kunskap om sina mänskliga rättigheter. Detta beslut, i samband med att det första grundläggande högskoleprogrammet om mänskliga rättigheter startades i Sverige 1997, på Teologiska högskolan i Stockholm (nuvarande Enskilda högskolan Stockholm (EHS)), visade på att det fanns ett behov av ett gemensamt erfarenhets- och kunskapsutbyte mellan forskare och lärare på högskolor och universitet, ansvariga på myndigheter, aktivister i frivilligorganisationer och politiker engagerade för mänskliga rättigheter. Det stod klart att det behövdes knytas bredare kontakter för att kunna hålla en hög kvalitet på undervisningen och för att ideella organisationer, myndigheter och universitet skulle få upp ögonen för vikten av en ökad kunskap i mänskliga rättigheter. Mänskliga rättigheter var fortfarande något i hög grad okänt i Sverige – och i den mån det var känt bemöttes detta ofta med skepsis. Ytterligare en orsak till etableringen av MR-dagarna var att myndigheter som stod i begrepp att utveckla en verksamhet för att säkra mänskliga rättigheter behövde få ta del av såväl de ideella organisationernas erfarenheter som akademikernas kunskap.
Det var fem organisationer som tog initiativet till MR-dagarna, Föreningen Ordfront, DemokratiAkademin, Fonden för mänskliga rättigheter, Teologiska högskolan i Stockholm (nuvarande Enskilda Högskolan Stockholm (EHS)) och Utrikespolitiska Institutet. Föreningen Ordfront har sedan starten 2000 varit ekonomiskt och juridiskt ansvarig och svarat för att upprätthålla ett kansli som står för det praktiska genomförandet av arrangemanget.
De första Mänskliga Rättighetsdagarnas utbildning i mänskliga rättigheter, behovet av en nationell handlingsplan, folkrättens förändring efter Kosovokriget och EU-stadgan om grundläggande rättigheter lockade omkring 700 personer till Immanuelskyrkan.

## Arrangörer
År 2021 stod dessa gemensamt som arrangörer: Amnesty, DemokratiAkademin, Diakonia, Fonden för mänskliga rättigheter, Föreningen Ordfront, Ibn Rushd studieförbund, Samhällsvetenskapliga fakulteten vid Göteborgs universitet, Sensus studieförbund och Svenska kyrkan.
Varje år medverkar även lokala arbetsgrupper samt referensgrupper på den ort där evenemanget arrangeras för att säkerställa en lokal förankring.

## Medverkande
Varje år deltar ett stort antal svenska och internationella talare på MR-dagarna, några av dem som medverkat tidigare år är bland andra Laila Freivalds, Josette Bushell-Mingo, Hans Blix, Soraya Post, Jan Eliasson, Richard Wilkinson, Åsa Lindhagen, Edward Snowden, Hans Rosling, Frida Ohlsson Sandahl, Leilani Farha och Märta Stenevi.

## Per Angerpriset
Forum för Levande Historia har delat ut Per Angerpriset på Mänskliga Rättighetsdagarna sedan 2007. Priset instiftades av regeringen 2004 till minne av diplomaten Per Anger som tillsammans med Raoul Wallenberg räddade många judar undan Förintelsen. Priset ges varje år till en person som gjort stora humanitära och demokratifrämjande insatser .

## Värdstäder och teman
Under de första fem åren lyftes flera olika teman under konferensen men från och med 2006 finns ett övergripande tema för årets program. 
| År   | Stad             | Tema för konferensen                               |
| ---- | ---------------- | -------------------------------------------------- |
| 2000 | Stockholm        |                                                    |
| 2001 | Stockholm        |                                                    |
| 2002 | Stockholm        | ”Mänskliga rättigheternas frontlinjer”             |
| 2003 | Stockholm        |                                                    |
| 2004 | Stockholm        |                                                    |
| 2005 | Stockholm        | "FN och framtiden"                                 |
| 2006 | Malmö            | ”Hur kan vi leva tillsammans – Jämlika och olika?” |
| 2007 | Stockholm        | ”Krig och Fred”                                    |
| 2008 | Luleå            | ”Urfolks och minoriteters mänskliga rättigheter”   |
| 2009 | Stockholm        | ”Mänskliga Rättigheter och Klimatfrågan”           |
| 2010 | Örebro           | ”Från ord till handling”                           |
| 2011 | Stockholm        | ”Gränslösa rättigheter?”                           |
| 2012 | Göteborg         | ”Vem har rätt till rättigheter?”                   |
| 2013 | Stockholm        | ”Wienkonferensen 20 år”                            |
| 2014 | Umeå             | ”Röster för rättigheter”                           |
| 2015 | Göteborg         | ”Tillsammans mot rasism”                           |
| 2016 | Malmö            | ”Det handlar om dina rättigheter!”                 |
| 2017 | Jönköping        | ”De mänskliga rättigheternas framtid”              |
| 2018 | Stockholm        | ”Rätten till ett liv fritt från våld”              |
| 2019 | Linköping        | ”Rätten till hälsa”                                |
| 2021 | Digitalt Uppsala | ”Mänskliga Rättigheter – en fråga om var du bor?”  |
| 2021 | Göteborg         | ”Demokrati + Mänskliga Rättigheter = Sant”         |
| 2022 | Örebro           | ”Rätten till ett liv i trygghet och säkerhet”      |
| 2023 | Helsingborg      | ”Rätten till utbildning och arbete”                |